# Ana de Gonta Colaço
Ana de Gonta Colaço (Lisboa, 7 de novembro de 1903 – Lisboa, 25 de dezembro de 1954) foi uma escultora e artista plástica portuguesa. Era filha da poetisa e recitalista Branca de Gonta Colaço e do pintor e ceramista Jorge Rey Colaço.

## Biografia

### Nascimento e Família
Registada e baptizada como Ana Raymunda de Gonta Colaço, Ana de Gonta Colaço nasceu na manhã de 7 de novembro de 1903, em casa, na Rua de Santo António dos Capuchos, n.° 84, 2.° andar, em Lisboa, sendo filha da poetisa Branca Gonta Colaço e do artista plástico Jorge Rey Colaço. Conhecida como Aninhas, era então a terceira filha do casal, tendo nascido apenas um ano após o falecimento da sua irmã, ainda recém nascida. Este facto levou a que a sua mãe registasse vigorosamente todos os feitos e proezas da sua tão desejada e amada filha, durante os seus primeiros anos de vida, no livro em forma de diário que escreveu, de 1904 até 1924, com o título "Aninhas".
Criada no seio de uma das famílias mais ligadas à actividade intelectual da época em Portugal, para além dos seus pais serem figuras proeminentes da sociedade portuguesa, Ana era irmã mais nova do advogado, escritor e dramaturgo Tomás Ribeiro Colaço, prima pelo lado paterno do pianista e compositor Alexandre Rey Colaço, da actriz e encenadora Amélia Rey Colaço e da pintora e ilustradora Alice Rey Colaço, assim como neta pelo lado materno da poetisa inglesa Ann Charlotte Syder e do político e escritor português Tomás Ribeiro.

### Primeiros Anos
A sua infância foi bastante privilegiada e enriquecida, sobretudo no que toca à sua educação, sendo ensinada e acompanhada em casa por diferentes tutores, especialistas em diversas matérias e disciplinas, desde línguas, literatura, música e até equitação, chegando mesmo a competir com a sua irmã mais nova, Maria Christina, em torneios nacionais de hipismo. A sua infância ficou ainda marcada por várias mudanças de residência na zona de Lisboa e de Oeiras, e pela constante presença de figuras proeminentes da alta sociedade e do mundo artístico e cultural, assim como de elementos da família real portuguesa que visitavam a sua habitação, nomeadamente a Rainha D. Amélia, sendo conhecidos e relatados pelos vários periódicos de então os inúmeros saraus e jantares que Branca de Gonta Colaço organizava todos os Domingos em sua casa.
Apenas em 1920, com 17 anos de idade, Ana de Gonta Colaço começou a desenvolver o seu talento nas artes visuais, nomeadamente na escultura, após ter experimentado e criado umas pequenas obras em casa, sendo fortemente inspirada pelo seu pai que lhe oferecia barro da Fábrica de Sacavém. Visto que à época, a escultura no feminino raramente proporcionava independência financeira ou era considerada uma boa ocupação para uma mulher, foi graças ao apoio dos seus pais que Ana começou a ter aulas com os escultores Costa Motta, sobrinho, e José Isidoro Neto, iniciando a sua carreira.

### Feminismo
Durante esse mesmo período, Ana começou a abraçar os ideais do feminismo, passando a usar o cabelo curto, à la garçonne, a vestir-se com fatos de corte masculino e gravata e a escrever poemas e outros textos sobre a condição das mulheres em Portugal, especulando-se publicamente sobre a sua orientação sexual como lésbica numa sociedade ainda muito conservadora. Apesar de não ser público, para a sua família esse factor não constituía qualquer segredo, sendo aceite pelos seus pais que sempre a tentaram proteger do escrutínio público.

Anos mais tarde, a jovem escultora, juntamente com a sua mãe, ingressou no Conselho Nacional das Mulheres Portuguesas (CNMP), liderado pela médica e sufragista republicana Adelaide Cabete.

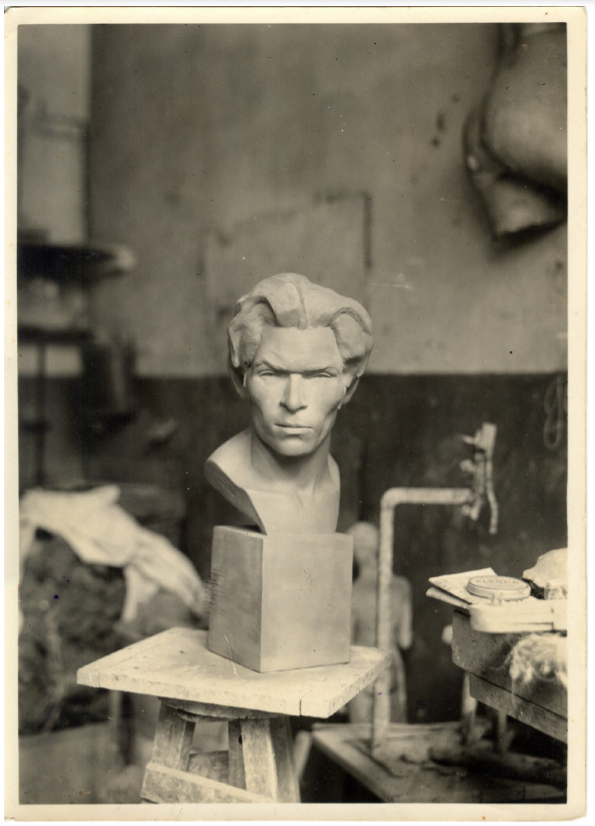
Estudo da escultura em gesso "Pele Vermelha" realizada por Ana de Gonta Colaço na Académie Julian, em Paris (1929)

### Primeiras Exposições
No dia 5 de abril de 1923, Ana de Gonta Colaço exibiu a sua primeira obra de nome "Onda", uma estátua de dimensões pequenas, em gesso, que ilustrava um nu feminino deitado sobre a espuma duma onda, em estilo naturalista, com notáveis influências do estilo de Rodin e Camille Claudel, na XX Exposição da Sociedade Nacional das Belas Artes, em Lisboa, recebendo uma Menção Honrosa. A imprensa registou o momento, divergindo drasticamente na sua opinião, ora elogiando o potencial da jovem artista, ora atacando a sua condição de mulher e artista.
Um ano depois, em 1924, Ana de Gonta Colaço realizou a sua primeira exposição a solo no Salão Bobone, em Lisboa, e apesar das duras críticas que recebeu em vários artigos escritos, tais como do jornalista Norberto de Araújo, do Diário de Lisboa, que referiu que "A escultura não pode ser nunca a arte de uma mulher.", a inauguração da exposição esteve repleta de várias personalidades do mundo das artes, cultura, política e até do activismo feminista português, como os pintores Jorge Barradas, Eduarda Lapa, Roque Gameiro, Milly Possoz, Zoé Batalha Reis e o escultor António Teixeira Lopes, as escritoras e poetas Virgínia Vitorino, Olga Morais Sarmento e Oliva Guerra ou ainda a actriz e sua prima Amélia Rey Colaço.   

### Formação em Paris e Carreira Artística
Apaixonada pela fotografia e o cinema, em 1927, diplomou-se na Escola de Arte Cinematográfica Rino Lupo, em Lisboa, tendo no entanto apenas explorado a sétima arte ao realizar a curta-metragem "A mão enluvada" com os seus colegas de curso.   
Em 1929, tal como o seu pai fizera, Aninhas, nome pelo qual também assinava os seus trabalhos, partiu para Paris, via Madrid, onde visitou o Museu do Prado e de seguida, ao chegar à capital francesa e visitar várias escolas de artes, ingressou na Academia Julian, tornando-se pupila de Paul Landowski e de Alfred-Alphonse Bottiau. Após trabalhar intensamente na escola de arte durante sete longos meses, a artista portuguesa foi admitida a exibir no Salon d'Automne, com a sua obra "Pele Vermelha", a qual marcava uma nova estética no seu trabalho, deixando para trás o estilo naturalista e rumando em direcção às tendências vanguardistas da época como o modernismo.
Durante a década de 30, Ana de Gonta Colaço permaneceu intermitentemente entre Paris, Londres, Lisboa e Tânger, onde também tinha família, até 1938, deixando a sua carreira num interregno artístico excepto por breves aparições e participações em algumas exposições.
Durante uma das suas estadias em Portugal, em 1930, foi convidada a exibir na Exposição da Obra Feminina Antiga e Moderna, realizada nas instalações do jornal O Século, em Lisboa, pelo Conselho Nacional das Mulheres Portuguesas, e em 1932, criou o Salão dos Artistas Criadores, juntamente com a escultora Maria José Dias da Câmara e a pintora Maria Adelaide de Lima Cruz, com a qual mantinha uma relação afectiva e partilhava um atelier em Lisboa.
Em 1939, de regresso a Lisboa, e após alguma polémica, por ter vindo a público a sua relação com a cantora lírica e actriz Corina Freire, uma das suas obras, "Ouvindo o Sermão", foi recusada pelo júri da XXXVI Exposição de Pintura, Escultura, Arquitectura, Desenho e Gravura da Sociedade Nacional de Belas Artes. Quando entrevistada sobre o acontecimento, Ana respondeu "Em arte, o modernismo não existe em Portugal. Ninguém sabe o que isso é.", criticando o conservadorismo que ainda persistia na sociedade portuguesa. Mesmo assim, nesse mesmo ano, foi convidada por Cottinelli Telmo a participar na Exposição do Mundo Português, apresentando a sua obra "D. Jaime", um baixo relevo baseado numa personagem literária de Tomás Ribeiro, seu avô, exposta no Jardim dos Poetas, em Belém, Lisboa.

### Últimos Anos de Vida
Após a morte de sua mãe, em 1945, Ana de Gonta Colaço começou a apresentar sinais de saúde débil, optando por se fixar na casa da sua família, a Casa das Matinas, em Parada de Gonta, Tondela, na Beira Alta, onde realizou as suas últimas obras e escreveu textos interventivos sobre a condição da mulher na sociedade portuguesa. A sua última obra, uma monumental escultura de Nossa Senhora da Assunção, foi uma encomenda pela paróquia de Aguiar da Beira, e apresentava uma notória influência do estilo do seu antigo professor Paul Landowski, inserido no movimento artístico do modernismo.

### Falecimento
Ana de Gonta Colaço faleceu no dia 25 de dezembro de 1954, em casa da sua irmã mais nova Maria Christina de Gonta Colaço de Aguiar, na Rua da Esperança, n° 53, em Lisboa, com 51 anos de idade. Foi sepultada no Cemitério dos Prazeres em Lisboa.

## Obra
Durante a sua vida, Ana de Gonta Colaço realizou 36 obras escultóricas, 13 retratos ou bustos de oito homens e cinco mulheres e 23 esculturas de diferentes estilos, oscilando entre o naturalismo e o modernismo. Somente quando o seu reconhecimento no estrangeiro se tornou conhecido em Portugal, a imprensa mudou o seu discurso sobre a mulher artista, passando a elogiar o seu trabalho.

## Exposições
- 1923 – XX Exposição da Sociedade Nacional de Belas Artes, Lisboa. Menção Honrosa com a obra Onda. Obras expostas: Onda.
- 1924 – Salão Bobone, Lisboa. Exposição Individual. Obras expostas: Mãe, Baccho, Escrava, Ursus, Soror Dolorosa, Onda.
- 1927 – XXIV Exposição da Sociedade Nacional de Belas Artes, Lisboa. 3ª Medalha Escultura com a obra Ciúme. Obras expostas: Ciúme e Pega de Caras.
- 1929 – Salon d’ Automne, Grand Palais des Champs-Élysées, Paris. Obras expostas: Pele Vermelha.
- 1930 – Exposição da Obra Feminina Antiga e Moderna, de Carácter Literário, Artístico, Modas e Bordados, Salão O Século, Lisboa. Obras expostas: Ciúme.
- 1931 – XXVIII Exposição de Pintura, Pastel e Escultura da Sociedade Nacional de Belas Artes, Lisboa. Obras expostas: O Homem e a imperfeição e Pele vermelha.
- 1931 – Exposição de Escultura, Salão da Papelaria Progresso, Lisboa. Obras expostas: O Homem e a imperfeição, Ciúme, Je leve ma lampe, D. Nuno Belmonte, Maria José Praia, José Netto, Ouvindo o Sermão (esboço), Moira, L’Elan Brisé e Pele Vermelha.
- 1932 – I Salão do Estoril, Sociedade Propaganda da Costa do Estoril, sob o patrocínio da Sociedade Nacional de Belas Artes, Estoril.
- 1932 – I Salão dos Artistas Criadores da Sociedade Nacional de Belas Artes, Lisboa.
- 1939 - XXXVI Exposição de Pintura, Escultura, Arquitectura, Desenho e Gravura da Sociedade Nacional de Belas Artes, Lisboa. Obras expostas: Moiro Paralítico (esboço) e Mr. Mac Bey.
- 1939 – Casa Aguiar, Lisboa. Exposição Individual. Obras expostas: Ouvindo o Sermão.
- 1940 - XXXVII Exposição de Pintura, Aguarela, Desenho, Pastel, Gouache, Gravura e Escultura da Sociedade Nacional de Belas Artes, Lisboa. Obras expostas: Encarna.
- 1941 – VII Salão do Estoril, Sociedade Propaganda da Costa do Estoril, sob o patrocínio da Sociedade Nacional de Belas Artes. Obras expostas: Encarna.
- 1942 – I Exposição Feminina de Artes Plásticas na Sociedade Nacional de Belas Artes, Lisboa. Obras expostas: Kitty, Pele Vermelha e Ouvindo o Sermão.
- 1943 – IX Salão do Estoril, Sociedade Propaganda da Costa do Estoril, sob o patrocínio da Sociedade Nacional de Belas Artes. Obras expostas: Kitty.
- 1944 – Exposição em casa de José Godinho. Exposição Individual. Obras expostas: José Godinho.
- 1944 – Salão da Primavera: XLI Exposição Anual de Pintura e Escultura da Sociedade Nacional de Belas Artes, Lisboa. Obras expostas: Cristo Alanceado, José Godinho e Sra. D.A.M.C.
- 1945 – Exposição de Artes Plásticas, Caixa de Previdência dos Profissionais da Imprensa, Lisboa.
- 1947 – Salão da Primavera: XLIV Exposição Anual de Pintura e Escultura da Sociedade Nacional de Belas Artes, Lisboa. Obras expostas: Rodrigo de Melo.
- 1948 – Exposição do Grupo de Artistas Portugueses, Sociedade Nacional de Belas Artes, Lisboa.
- 1949 – 1º Salão Anti-Estético: exposição dos ISMOS, Casa dos Pirolitos, Vila Nova da Caparica. Obras expostas: 3 pinturas a óleo.
- 1949 – III Salão Provincial da Beira Alta, Viseu. 1ª Medalha com a obra Ouvindo o sermão. Obras expostas: Pele Vermelha e Ouvindo o sermão.

Exposições Póstumas ou Comemorativas
- 1993 – Uma obra a Redescobrir: Ana de Gonta Colaço (1903-1954), Casa de Sant’Ana, Tondela. 2014 – Curso Internacional de Verão de Cascais Mulheres Escultoras em Portugal, Fundação D. Luís I, Cascais. Obras expostas: Pele Vermelha, Maria José Praia e documentação vária.
- 2018 – Ana de Gonta Colaço, Museu José Malhoa, Caldas da Rainha. Curadoria de Ana Pérez-Quiroga. Obras expostas: Pele Vermelha, Maria José Praia, Ana da Princesa, Dr. Fernando Agostinho de Figueiredo e documentação vária.
- 2019 – Ana de Gonta Colaço, Museu Terras de Besteiros, Tondela. Curadoria de Ana Pérez-Quiroga. Obras expostas: Onda, Mãe, O amor dos homens, Pega de Caras, Pele Vermelha, L’Elan Brisé, Maria José Praia (gessos), Maria José Praia (bronze), Menino, Mr. Mac Bey, Homem com cruz ao peito, Dr. Fernando Agostinho de Figueiredo, Ana da Princesa, Rodrigo de Melo e documentação vária.